# Latvijas Avīze
Латвияс Авизе (латыш. Latvijas Avīze, в переводе — «Латвийская газета»; до 2003 — «Лауку Авизе» (латыш. Lauku Avīze, в переводе — «Сельская газета») — латвийский национально-консервативный ежедневник (ранее — еженедельник), издающийся на латышском языке, со штаб-квартирой в Риге.
Первым главным редактором был Волдемарс Крустиньш. Ежедневник имеет ряд приложений. Председателем управляющего Совета газеты сейчас является Гунтарс Клявинскис.